# Eugenia hilariana
Eugenia hilariana är en myrtenväxtart som beskrevs av Dc.. Eugenia hilariana ingår i släktet Eugenia och familjen myrtenväxter. Inga underarter finns listade i Catalogue of Life.